# بییافرانکا منتس د اکا
بییافرانکا منتس د اکا (به اسپانیایی: Villafranca Montes de Oca) یک شهرستان در اسپانیا است که در استان بورگس واقع شده است.

## خصوصیات
بییافرانکا منتس د اکا ۵۲ کیلومترمربع مساحت و ۱۶۴ نفر جمعیت دارد و ۹۴۸ متر بالاتر از سطح دریا واقع شده است.